# Bulletin de méthodologie sociologique
Le Bulletin de méthodologie sociologique est une revue scientifique de sociologie.
Elle publie des articles de recherche, de nombreux comptes rendus d’ouvrages et d’articles, ainsi que de la documentation et de l’information sur les différents centres de sociologie et les réunions importantes à travers le monde entier. Deux fois par an, dans les numéros de mars et de septembre, le BMS publie également la lettre d'information du Comité de recherche 33 de l’Association internationale de sociologie. Les textes sont en français ou en anglais ; tous les articles comprennent des résumés dans les deux langues.
Les numéros du BMS jusqu'à l'année 2008 sont en libre accès sur le portail OpenEdition Journals. On retrouve également la revue sur le portail JSTOR.